# Tidligt op
Tidligt op è un singolo del rapper danese Gilli, pubblicato il 15 gennaio 2016.

## Tracce
Testi e musiche di Kian Rosenberg Larsson e Hennedub.
1. Tidligt op – 3:51

## Formazione
- Gilli – voce
- Hennedub – tastiera, produzione

## Classifiche

### Classifiche settimanali
| Classifica (2016) | Posizione massima |
| ----------------- | ----------------- |
| Danimarca         | 1                 |

### Classifiche di fine anno
| Classifica (2016) | Posizione |
| ----------------- | --------- |
| Danimarca         | 15        |